# États de Saint-Martin
VIe législature
Bâtiment du Parlement saint-martinois
Les États de Saint-Martin (en néerlandais : Staten van Sint Maarten ; en anglais : Parliament of Sint-Maartens) est le parlement monocaméral de la partie néerlandaise de l'île de Saint-Martin, un État du royaume des Pays-Bas. 
Ils sont composés de quinze députés, élus au scrutin proportionnel plurinominal pour un mandat de quatre ans. Généralement, le chef du parti qui obtient la majorité au Parlement devient Premier ministre. Ce même Premier ministre propose au souverain des Pays-Bas un gouverneur de Saint-Martin, représentant de la couronne nommé pour un mandat de six ans renouvelable une fois.

## Système électoral
Les États sont composés de 15 députés élus pour quatre ans selon un mode de scrutin proportionnel plurinominal dans une unique circonscription.
Peuvent participer au scrutin les partis représentés au parlement ou ayant recueilli les signatures d'au moins 1 % du nombre de votes valides aux élections précédentes.